# Células precursoras retinais

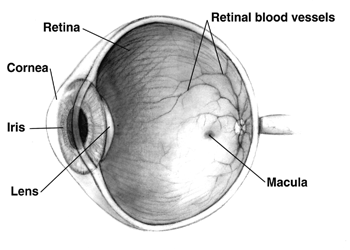
Visão em corte transversal do olho humano em escala de cinza (em ingles)

As células precursoras retinais são células biológicas que se diferenciam em vários tipos de células da retina durante o desenvolvimento. No vertebrado, essas células retinais se diferenciam em sete tipos de células, incluindo células ganglionares da retina, células amácrinas, células bipolares, células horizontais, fotorreceptores em bastonete, fotorreceptores em cone e células da glia de Müller. Durante a embriogênese, as células da retina se originam da porção anterior da placa neural denominada campo do olho. As células do campo ocular com um destino retinal expressam vários marcadores de fator de transcrição, incluindo Rx1, Pax6 e Lhx2. O campo ocular dá origem à vesícula óptica e, em seguida, à taça óptica. A retina é gerada a partir das células precursoras dentro da camada interna do copo óptico, ao contrário do epitélio pigmentar da retina que se origina da camada externa do copo óptico. Em geral, a retina em desenvolvimento é organizada de modo que as células precursoras menos comprometidas ficam na periferia da retina, enquanto as células comprometidas ficam no centro da retina.  A diferenciação das células precursoras da retina em tipos de células maduras encontradas na retina é coordenada no tempo e no espaço por fatores dentro da célula, bem como fatores no ambiente da célula. Um exemplo de regulador intrínseco desse processo é o fator de transcrição Ath5. A expressão de Ath5 em células progenitoras retinais influencia sua diferenciação em um destino de células ganglionares da retina.  Um exemplo de fator ambiental é o Shh. Foi demonstrado que o Shh reprime a diferenciação de células precursoras em células ganglionares da retina.

## Cascata de sinalização Wnt no desenvolvimento da retina e células precursoras retinais
A via de sinalização Wnt é um componente crucial do desenvolvimento retinal adequado. Resumidamente, as proteínas de sinalização Wnt se ligam aos seus receptores, a família de receptores Frizzled, e causam a ativação de cascatas moleculares dentro da célula. Fz3 é um receptor Wnt que eventualmente fica restrito ao campo ocular da placa neural durante o desenvolvimento. A superexpressão desse receptor causa a formação de olhos ectópicos durante o desenvolvimento, enquanto a inibição dominante-negativa dessa proteína causa o desenvolvimento inadequado dos olhos. Fz4 e Fz5 são encontrados na área distal da vesícula óptica. Essa região distal é o que dá origem à retina. Durante a determinação do destino celular da retina, os gradientes de expressão de Wnt e Fz formam-se de uma maneira periférica a central. Neste momento, a expressão de Fz4 está localizada na periferia e é sugerido que desempenhe um papel na manutenção das células precursoras. Em contraste com Fz4, Wnt11 está localizado no centro da retina em desenvolvimento e é sugerido que desempenhe um papel na diferenciação de células precursoras. Esta expressão coincide com o fato de que as células comprometidas estão localizadas no centro da retina em desenvolvimento, enquanto as células indiferenciadas estão concentradas na periferia A expressão de Fz5 está implicada na diferenciação de células precursoras da retina para um destino neural. 